# Рогемптон
Рогемптон (анг. Roehampton)- приміський район на південному заході Лондона, що утворює західний край лондонського району Вондзверт. Район розташований між містами Барнс на півночі, Патні на сході та Вімблдон-Коммон на півдні. На заході району, на північ від Рогемптонських воріт — входу в найбільший у Лондоні королівський парк Річмонд-парк, розташоване поле для гольфу. Рохамптон розташований за 10,1 км на південний захід від Чарінг-Крос.